# Syagrus procumbens
Syagrus procumbens är en enhjärtbladig växtart som beskrevs av Larry Ronald Noblick och Lorenzi. Syagrus procumbens ingår i släktet Syagrus och familjen Arecaceae. Inga underarter finns listade i Catalogue of Life.